# Województwo trockie
Województwo trockie – województwo I Rzeczypospolitej, wchodzące w skład Wielkiego Księstwa Litewskiego, ze stolicą w Trokach.

## Historia
Powstało w 1413 mocą unii horodelskiej przez połączenie m.in. dwóch księstw litewskich: księstwa grodzieńskiego i księstwa trockiego. W 1507 r. z części terytorium wydzielono województwo nowogródzkie. W 1510 roku wydzielono z niego powiat lidzki włączony do woj. wileńskiego. W 1513 roku król Zygmunt I Stary wydzielił powiaty drohicki, mielnicki, bielski, brzeski, kamieniecki i kobryński, tworząc z nich województwo podlaskie. W 1565 z województwa trockiego wydzielono powiat słonimski i wołkowyski, piński, dawidgródecki i turowski. Województwo trockie istniało do 1795. Dzieliło się na 4 powiaty:
- powiat trocki, sejmik odbywał się w Trokach, gdzie wybierano 2 posłów na sejm i 2 deputatów do Trybunału Głównego Wielkiego Księstwa Litewskiego
- powiat kowieński, sejmik odbywał się w Kownie, gdzie wybierano 2 posłów na sejm i 2 deputatów do Trybunału Głównego Wielkiego Księstwa Litewskiego.
- powiat upicki, sejmik odbywał się w Poniewieżu, gdzie wybierano 2 posłów na sejm i 2 deputatów do Trybunału Głównego Wielkiego Księstwa Litewskiego.
- powiat grodzieński, sejmik odbywał się w Grodnie, gdzie wybierano 2 posłów na sejm i 2 deputatów do Trybunału Głównego Wielkiego Księstwa Litewskiego. Były 4 starostwa grodowe: trockie (które należało do wojewody), upickie, kowieńskie i grodzieńskie.

Województwo trockie posiadało w senacie dwóch senatorów większych: wojewodę i kasztelana trockich. Wojewoda zasiadał w senacie po wojewodzie kaliskim, a kasztelan między wojewodą sieradzkim i łęczyckim. Pierwszym wojewodą został w 1413 Jawnus. Na czele hierarchii urzędów ziemskich stał w powiecie trockim ciwun, a w pozostałych powiatach marszałkowie ziemscy. Mundurem sejmowym województwa trockiego był kontusz szkarłatny z zielonymi wyłogami i biały żupan. Poza sejmem szlachta trocka uważała za swoją barwę kontusz granatowy, żupan i wyłogi słomiane, a powiat upicki: kontusz karmazynowy, wyłogi granatowe, żupan słomiany.
W skład województwa trockiego wchodził do 1566 roku powiat merecki.
W 1793 roku sejm grodzieński wydzielił z województwa trockiego województwa mereckie i grodzieńskie.

## Linki zewnętrzne

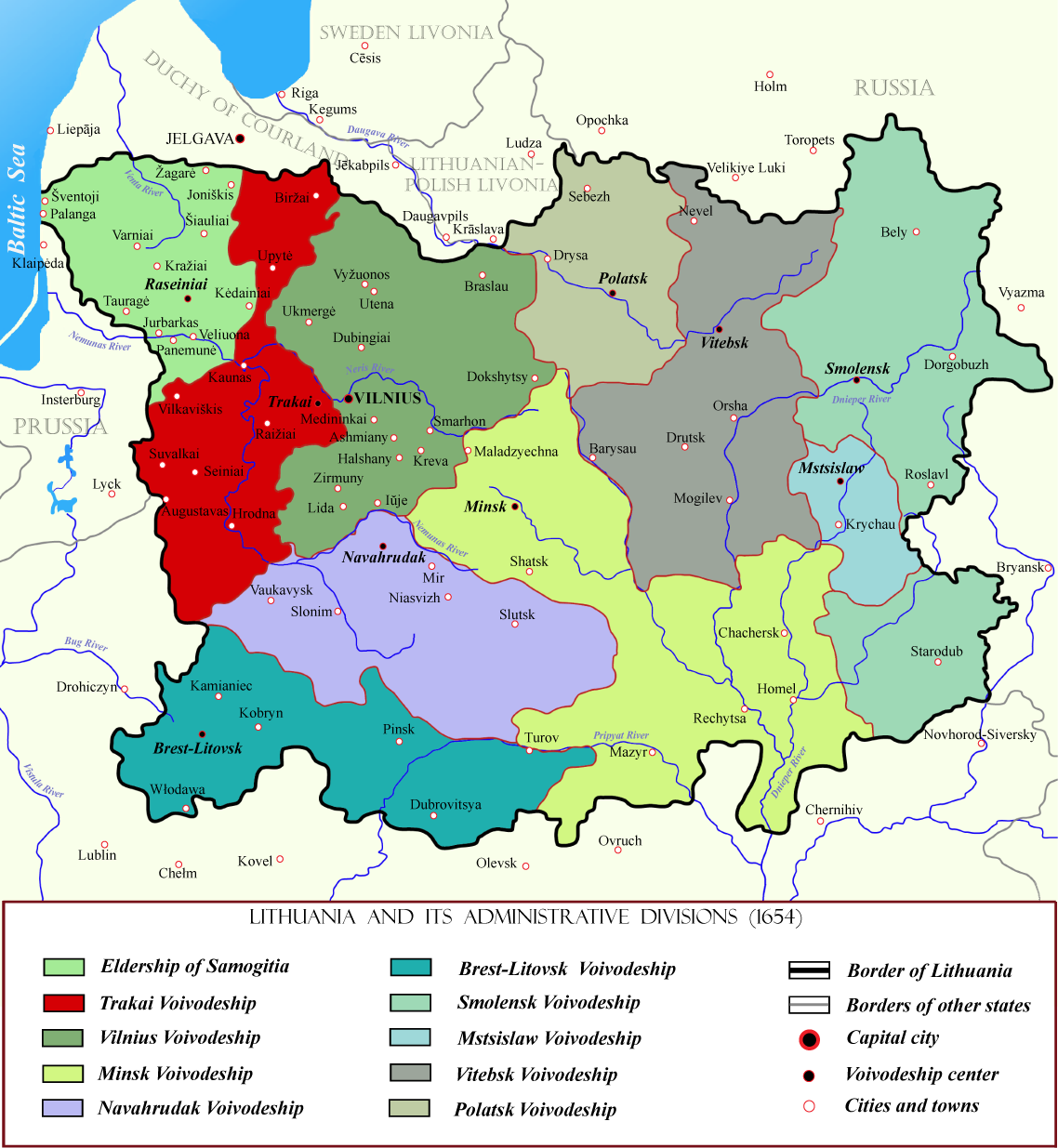
Położenie województwa trockiego na mapie Wielkiego Księstwa Litewskiego

Słupy Giedymina obecne na chorągwiach wojsk Witolda podczas bitwy pod Grunwaldem